# Стелла, Джозеф
Джозеф Стелла (англ. Joseph Stella; 1877, Муро-Лукано — 1946, Нью-Йорк) — американский художник итальянского происхождения, футурист и абстракционист.

## Жизнь и творчество
Сын адвоката. В 1896 году Дж. Стелла переезжает из Италии в Нью-Йорк, где изучает медицину и фармакологию. Начинает серьёзно заниматься живописью в 1897 году и поступает в Студенческую художественную лигу (Art Students League of New York), а затем — в Новую школу дизайна Парсона (Parsons The New School for Design), где его творческим руководителем был У. М. Чейз. 
В 1910 году художник приезжает в Европу, год живёт в Италии и затем уезжает в Париж, где знакомится с такими мастерами, как Матисс, Пикассо и итальянские футуристы Карло Карра, Джино Северини и Умберто Боччони. Вернувшись в 1912 году в Нью-Йорк, Стелла выставляет свои работы на знаменитой авангардистской выставке Эрмори-шоу в 1913 году. 
В 1923 году Дж. Стелла получает американское гражданство. В период между 1920 и 1930 годами он совершает многочисленные поездки в Европу, Северную Африку и Вест-Индию.
Вплоть до начала 1920-х годов художник находится под влиянием мастеров-футуристов. Затем он проходит последовательно стадии реализма, сюрреализма и абстрактного искусства. В конце своей творческой карьеры Дж. Стелла увлекается созданием коллажей малых форм типа тех, которыми занимались также П. Клее и Артур Доув.
Джозеф Стелла скончался в 1946 году от сердечной недостаточности, похоронен в мавзолее на кладбище Вудлон в Бронксе, Нью-Йорк.

## Галерея

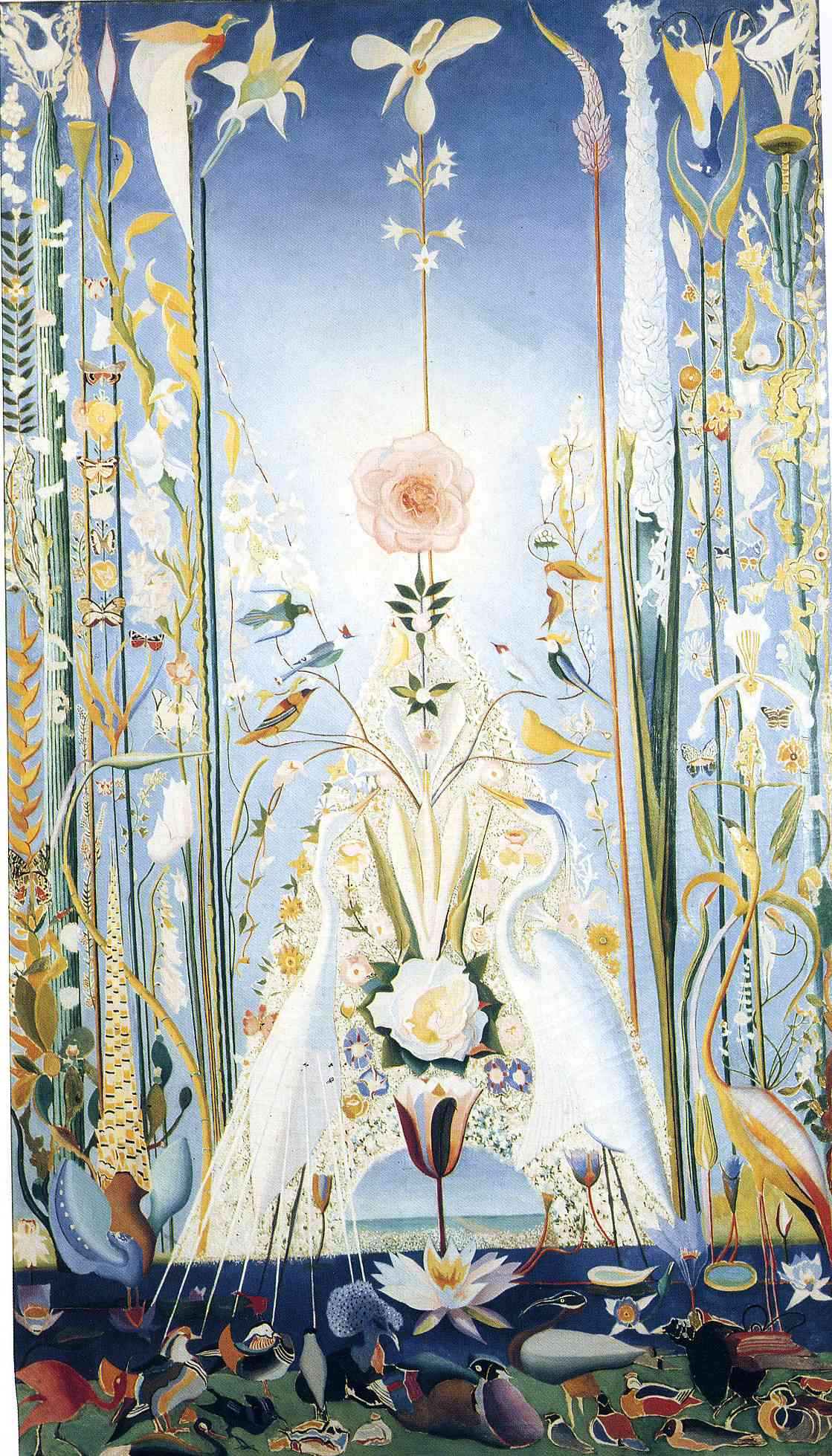
Апофеоз роз
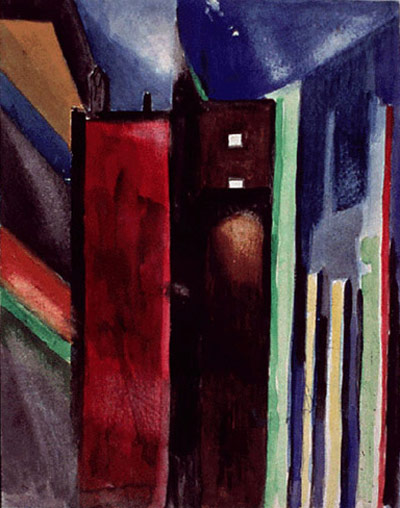
Нью-Йорк
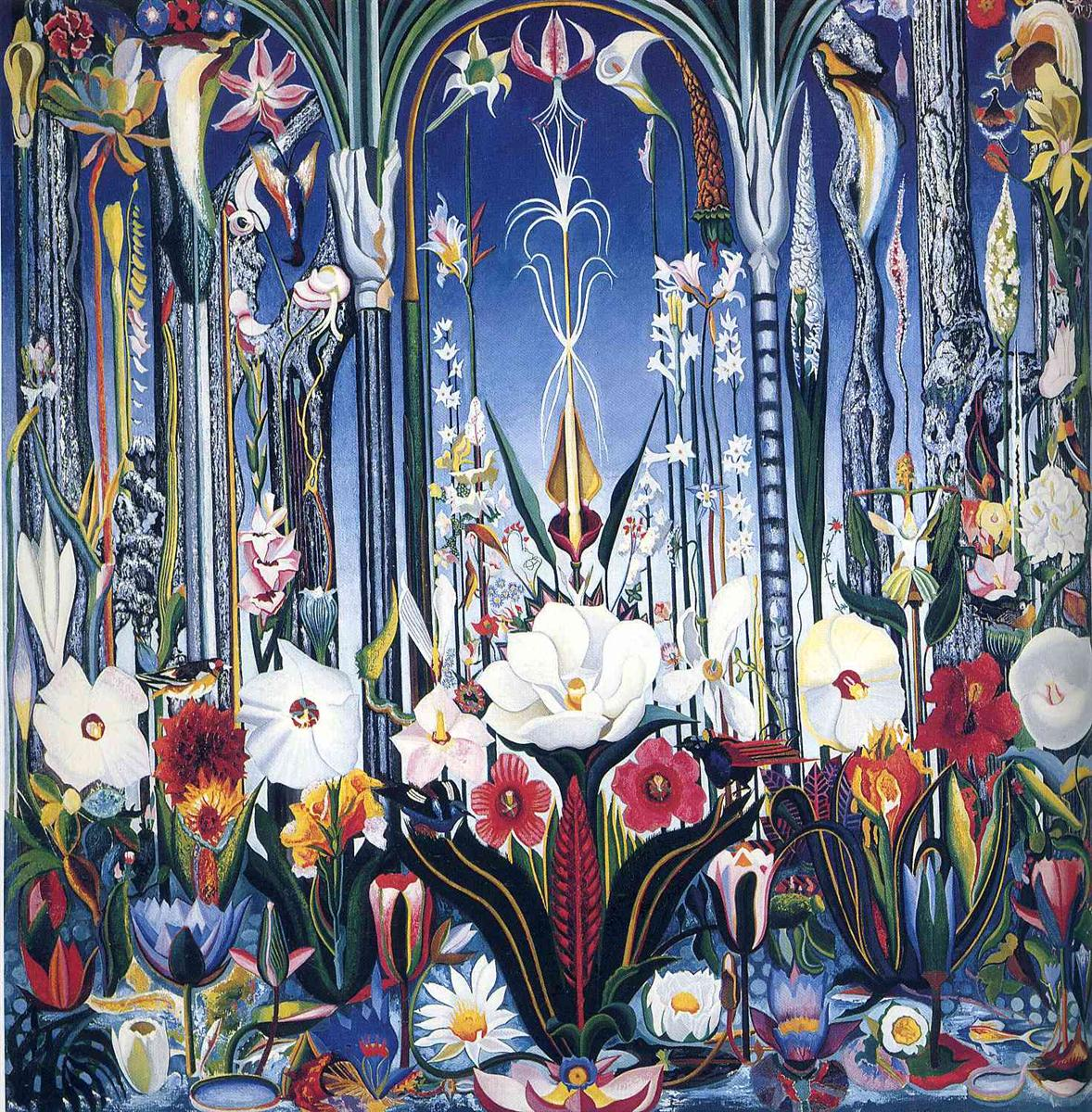
Цветы Италии
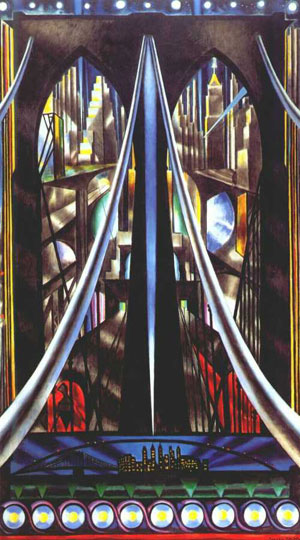
Бруклинский мост
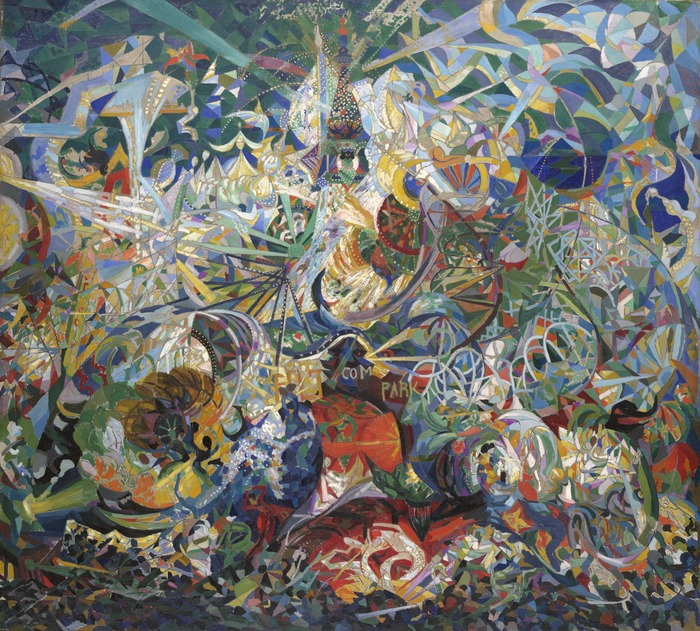
Битва огней
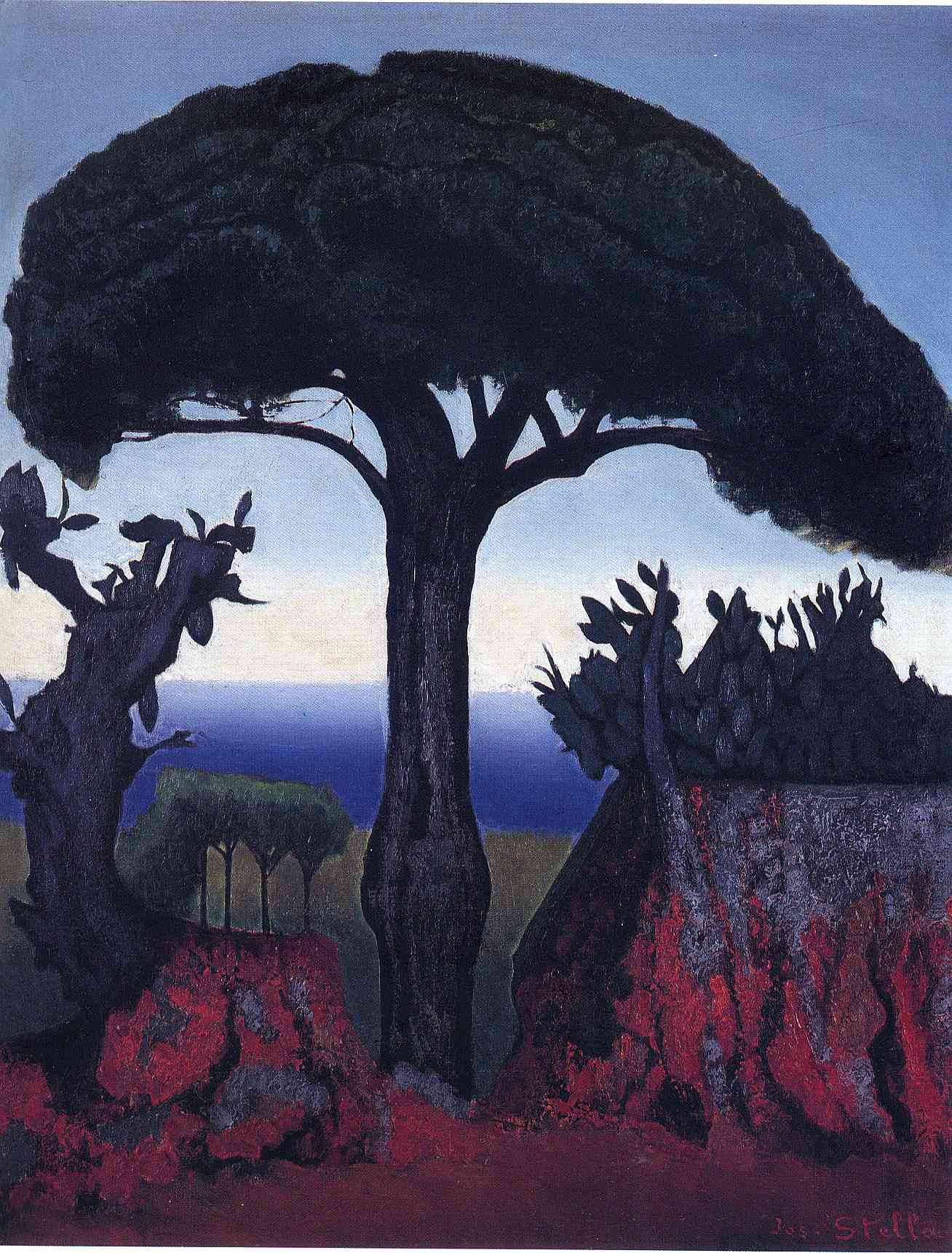
Дерево
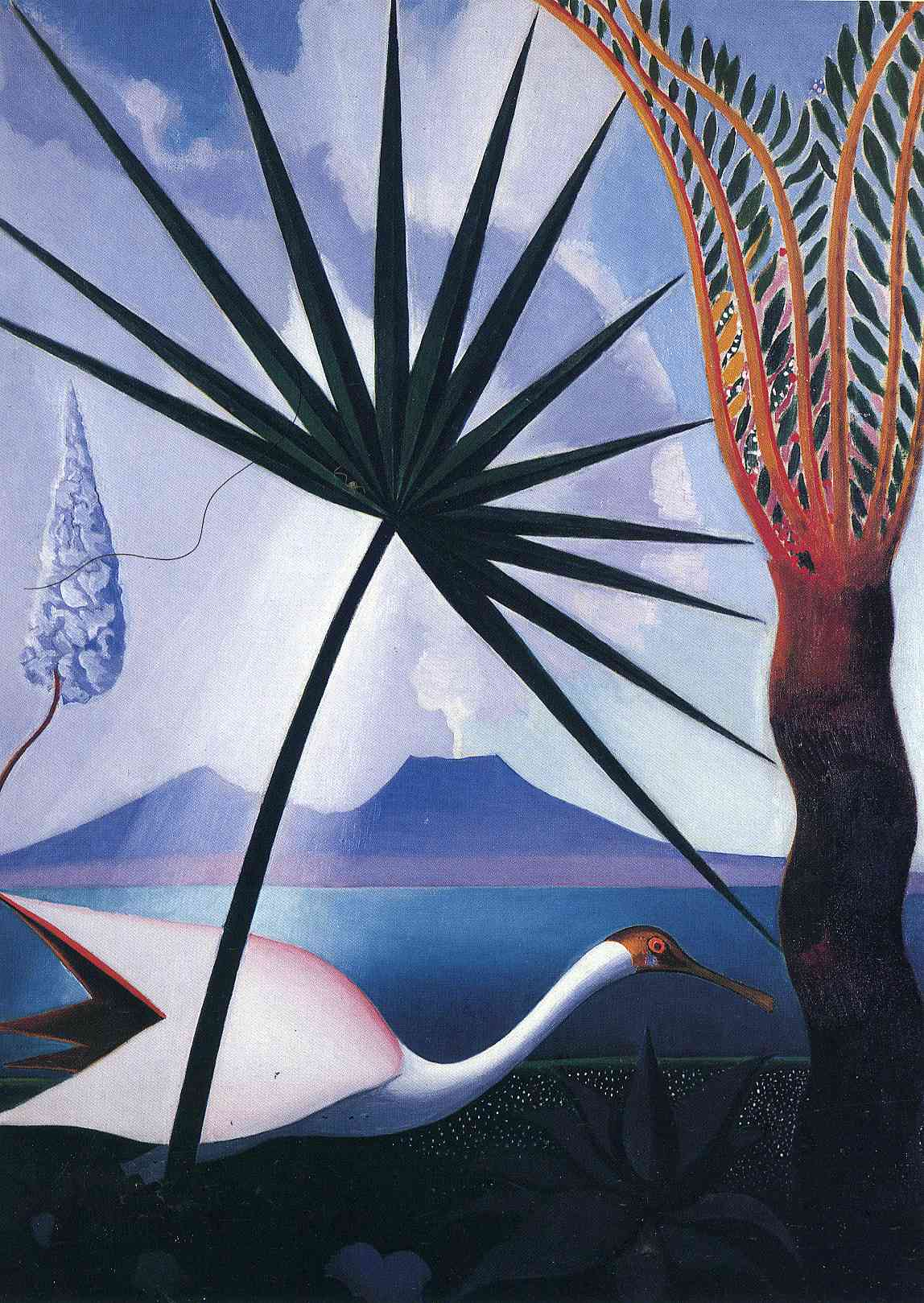
Неаполитанская песня
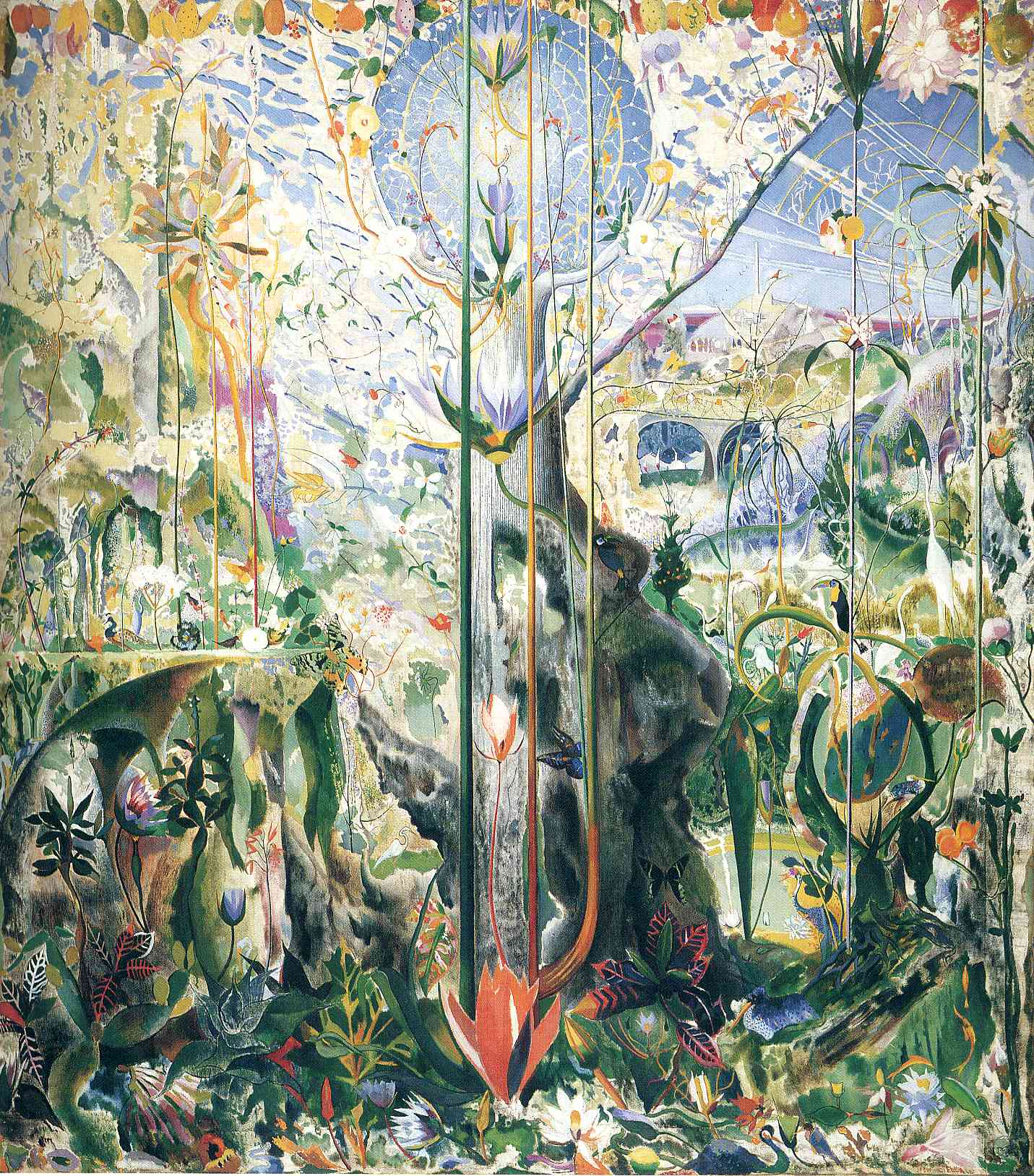
Дерево моей жизни